# Mimulicalyx paludigenus
Mimulicalyx paludigenus là một loài thực vật có hoa trong họ Huyền sâm. Loài này được Tsoong ex D.Z. Li & J. Cai mô tả khoa học đầu tiên năm 2005.